# چاتو گونزالس
چاتو گونزالس (انگلیسی: Chato González؛ زادهٔ ۳ ژانویه ۱۹۴۴ – درگذشتهٔ ۸ اوت ۲۰۲۴) بازیکن فوتبال و سرمربی اهل اسپانیا بود که در پست هافبک بازی می‌کرد.
وی همچنین در تیم ملی فوتبال اسپانیا بازی کرده‌است.